# Achimenes occidentalis
Achimenes occidentalis là một loài thực vật có hoa trong họ Tai voi. Loài này được C.V.Morton mô tả khoa học đầu tiên năm 1963.